# Bilal al-Wasztati
Bilal al-Wasztati, Bilel Ouechtati (arab. بلال الوشتاتي; ur. 15 lutego 1991) – tunezyjski zapaśnik walczący w stylu wolnym. Olimpijczyk z Londynu 2012, gdzie zajął dziesiąte miejsce w kategorii 74 kg.
Brązowy medalista mistrzostw Afryki w 2012 roku.
- Turniej w Londynie 2012

W pierwszej rundzie miał wolny los a w drugiej przegrał z Kazachem Abdułchakimem Szapijewem